# Charles Plott
Charles Raymond Plott (né le 8 juillet 1938) est un économiste américain. Il est actuellement professeur  d'économie et de sciences politiques au California Institute of Technology, et directeur du laboratoire d'économie expérimentale et de science politique. Il est l'un des pionniers dans le domaine de l'économie expérimentale comme outil d'aide à la décision pour les décideurs. Il effectue ces premières recherches sur les questions de votes en 1978 en tant que théoricien en économie politique.
Plott a largement contribué au développement et à l'application d'une méthodologie expérimentale de laboratoire dans les domaines de l'économie (principalement en économie publique) et des sciences politiques.

## Récompenses et adhésions
Plott est membre de nombreuses organisations tel que : l'Académie nationale des sciences, 2007 et l'Académie américaine des arts et des sciences, 1985. 
Parmi les récompenses qu'il a reçues il est possible de citer :  GAIM Research Paper en 2006 Award et Economic Inquiry 2006 Best Article.
Le lauréat du prix Nobel 2002, Vernon L. Smith, a fait l'éloge de Plott dans son discours de remerciement au banquet Nobel, le 10 décembre 2002, en portant un toast à "l'influence pionnière de Sidney Siegel, Amos Tversky, Martin Shubik et Charles Plott sur le mouvement intellectuel qui a abouti au prix d'économie 2002".
Charles Plott a notamment occupé les postes de président de la Society for the Advancement of Economic Theory, et de la Western Economic Association International.